# Alfred Nakache
Alfred Nakache (Costantina, 18 novembre 1915 – Cerbère, 4 agosto 1983) è stato un nuotatore e pallanuotista francese, detentore di numerosi record mondiali ed europei.
Rappresentò la Francia ai Giochi olimpici di Berlino 1936 e Londra 1948. 

## Biografia
In quanto ebreo, nel 1943 venne deportato con la moglie Paole e la figlia Annie nel campo di sterminio di Auschwitz dove prese il soprannome che lo rese ancora più noto, "il Nuotatore di Auschwitz"
Nel 2019 fu inserito nell'International Swimming Hall of Fame.

## Palmarès
- Campionati europei

Londra 1938: argento nella 4×200 m sl;